# Miguel Miramón
Miguel Gregorio de la Luz Atenógenes Miramón y Tarelo (Ciudad de México, 29 de septiembre de 1831-Cerro de las Campanas, Querétaro; 19 de junio de 1867) fue un político y militar conservador mexicano que destacó primero de manera especial durante la Guerra de Reforma. Primero como segundo jefe y más tarde primer jefe del ejército conservador consiguiendo grandes victorias sobre el ejército liberal. Era conocido como "el joven Macabeo".
En 1859 fue nombrado Presidente de México en calidad de interino por el Partido Conservador bajo los principios del Plan de Tacubaya, en oposición al Presidente liberal Benito Juárez, quien había accedido al poder siendo presidente de la Suprema Corte de Justicia a través de la renuncia de Ignacio Comonfort. Miramón es el presidente más joven que ha tenido México en su historia y durante los siguientes dos años se distinguió como el máximo líder de los conservadores. También fue el primer presidente nacido como ciudadano mexicano ya que todos sus predecesores nacieron como súbditos del Virreinato de Nueva España. 
Tras fracasar en su intento de derrotar a Juárez en Veracruz, sufre una derrota de manera definitiva en la Batalla de Calpulalpan y con él todo el Partido Conservador. Tras su derrota se vio obligado a abandonar el país junto con Juan Nepomuceno Almonte y José María Gutiérrez de Estrada, entre otros distinguidos conservadores. Nunca participó en las negociaciones que finalmente culminaron en el ofrecimiento de la corona de México a Maximiliano de Habsburgo en 1863. Regresó finalmente en 1867 tras la salida de los franceses para ponerse al servicio de Maximiliano. En el Sitio de Querétaro fue derrotado y capturado junto con los demás partidarios del Imperio. Murió fusilado al lado de Maximiliano de Habsburgo y Tomás Mejía.

## Primeros años
Nació en la Ciudad de México el 29 de septiembre de 1831, en el seno de una familia acomodada; fue bautizado cuatro días después en la Iglesia de la Santa Veracruz. Era hijo del coronel Bernardo de Miramón y de su esposa Carmen Tarelo, quienes tuvieron, según parece, doce vástagos. Algunos de ellos fueron Joaquín, Carlos y Mariano; estos figuraron al lado de su hermano en sus diversas campañas militares. 
Miguel Miramón era, según narra Luis Islas García «un chiquillo débil, soñador, voluntarioso e inteligente». Miguel asistió al elegante Colegio de San Gregorio donde inicio sus estudios de literarios en el curso de humanidades; en una ocasión y aprovechando un descuido de los que cuidaban la puerta del colegio, escapó en compañía de cuatro alumnos más y llegó hasta San Agustín de las Cuevas, Tlalpan, pero no sabe el camino de regreso y se pierde. Su padre sale en su búsqueda y vuelven juntos a casa.
El padre de Miguel Miramón, furioso por la travesura, lo envió al Colegio Militar como castigo y con la esperanza de así disciplinarlo; ingresó de manera oficial el 10 de febrero de 1846 en las instalaciones del Castillo de Chapultepec.

## Batalla de Chapultepec
Cuatro meses después de la entrada de Miramón al Colegio Militar, Estados Unidos le declaró la guerra a México. Finalmente, el 12 y 13 de septiembre del año siguiente se libró el enfrentamiento decisivo entre las fuerzas mexicanas y las estadounidenses en la batalla de Chapultepec. Entre las tropas mexicanas, se encontraba Miguel Miramón, en ese momento un joven de solo catorce años, en compañía de casi cincuenta cadetes más. Sobrevivió,  fue hecho prisionero de guerra y luego liberado el día 29 de febrero de 1848, junto a otros prisioneros. El 11 de noviembre de 1847, recibió la medalla en honor a los defensores de la batalla de Chapultepec, según el listado entregado por Manuel Azpilcueta y autorizado por Mariano Monterde; apareció el lunes 16 de octubre de 1848 en El Correo Nacional del Superior Gobierno de la República Mexicana. Miguel Miramón pasó en total seis meses como prisionero de guerra de los estadounidenses y fue liberado tras la firma del Tratado de Guadalupe Hidalgo, de desastrosas consecuencias para México. Según dice Islas García, ese tiempo fue definitivo en la formación de su carácter, naciendo en él un sentimiento anti-estadounidense. Parece ser que fue en ese momento cuando Miramón se decidió de manera definitiva por la carrera de las armas. Luego de su liberación,  regresó inmediatamente al Colegio Militar, en el que sobresalió por su gran disciplina y pericia.

## Inicios en el ejército mexicano
En 1851 fue nombrado teniente de artillería y más tarde en 1853 ascendido a capitán del Segundo Batallón Activo de Puebla y en ese mismo año comandante del Batallón Activo de la Baja California. Estos nombramientos se debían a la muy alta disciplina de Miramón, que lo hacían muy recomendable. No obstante, estuvo a punto de perder su prestigio a causa de una riña con un civil en 1855, pero el asunto no pasó a mayores.
Ese mismo año participó en las batallas de Mescala, Xochipala y del Cañón del Zopilote, a las órdenes del general Landa, en oposición a los rebeldes del Plan de Ayutla, que tenía como propósito quitar de la presidencia al general Antonio López de Santa Anna. Consiguió un ascenso más durante la batalla de Tepemajalco, en la cual tuvo una actuación muy destacada. Finalmente, los rebeldes triunfaron, Santa Anna huyó del país y quedó como presidente Juan Álvarez, general y líder de los revolucionarios, y más tarde Ignacio Comonfort. El cambio no afectó a Miramón, quien había servido a Santa Anna por no estar de acuerdo con las ideas liberales, y fue nombrado por el nuevo Gobierno teniente coronel permanente en el Undécimo Batallón de Línea.

## Rebelión contra el gobierno de Ayutla y unión a los conservadores
Las medidas liberales del gobierno de Ayutla causaron molestias entre la gente partidaria de las ideas conservadoras, protestando varias personas. En diciembre de 1855, un grupo de conservadores liderados por el general Antonio de Haro y Tamariz proclamaron el Plan de Zacapoaxtla en el pueblo del mismo nombre; en este se declaraba que «la revolución iniciada contra el gobierno de Santa Anna fue altamente nacional, siendo las principales causas de ella la falta de garantías para los civiles, el exclusivismo, entre otras cosas, que el actual gobierno presentaba los mismos vicios y que el actual presidente no había sido elegido por la voluntad nacional falseándose, por lo tanto la causa de la revolución». Esta acción terminaba proclamando las bases orgánicas de 1843 en lo que se elegía nuevo presidente. Miramón había sido enviado junto con su batallón a las órdenes del coronel Benavides a combatir a los rebeldes, pero Miguel Miramón decidió en compañía de los demás oficiales del batallón destituir a Benavides y unirse a los de Zacapoaxtla. Ya se habían unido para entonces otros militares como Luis G. Osollo, Severo del Castillo, entre otros. También estaba con el su hermano Joaquín. Los rebeldes mandados por De Haro y Tamariz ocuparon Puebla con un ejército de 3000 hombres y se enfrentaron a Comonfort en las batallas de Texmelucan y Ocotlán. 
Derrotados, tuvieron que regresar a la ciudad de Puebla resistiendo varios días al interior de ella para finalmente rendirse, puesto que el ejército de Comonfort había rendido cuadra por cuadra, quemando buena parte de la ciudad (Jan Bazant, Antonio de Haro y Tamariz, sus aventuras políticas). El gobierno les ofreció a los rebeldes la oportunidad de permanecer en el ejército como soldados rasos (lo cual era considerado como una deshonra) o retirarse del ejército y salir del país. Miramón optó por lo segundo dejando el ejército, pero sorpresivamente no salió del país, sino que se escondió en secreto. Regresó entonces a Puebla y con un grupo de 50 oficiales, entre ellos Francisco Vélez, Leonidas de Campo y Santiago Montesinos, tomó la plaza de Puebla, uniéndose a ellos la mayoría de las tropas de la ciudad y varios civiles. Al frente se puso el general Joaquín Orihuela, teniendo como segundos a Vélez y Miramón. Por su debilidad no pudieron hacer ninguna acción ofensiva teniendo que encerrarse en la ciudad, siendo sitiados nuevamente por el gobierno. Durante cerca de dos meses resistieron los conservadores en esta acción que fue conocida como «Sitio de Orihuela», en alusión a su líder. Miramón se hizo famoso allí por su gran valentía y capacidad de mando. Finalmente la ciudad cayó y Orihuela fue fusilado. Miramón logró escapar y ponerse al frente un grupo de hombres combatiendo junto a varios militares conservadores más como Tomás Mejía y Osollo. Logró entre otras cosas tomar la ciudad de Toluca y más tarde la de Cuernavaca en las campañas mexiquenses.

## Guerra de Reforma
En 1858, el general Zuloaga proclamó en compañía de varios militares conservadores el Plan de Tacubaya; a estos se unió Miramón. Luego de la repentina muerte del general Luis G. Osollo en junio de 1858, Miramón se consolidó como caudillo de los conservadores. Vencedor de los liberales en las batallas de Puerto de Carretas, Barranca de Atenquique y Ahualulco, fue nombrado presidente interino por el Partido Conservador en febrero de 1859. A partir del 6 de marzo de 1859, sitió al Gobierno de Benito Juárez en Veracruz, pero la intervención de la marina estadounidense, que capturó dos buques mexicanos en aguas mexicanas, le impidió consumar la victoria. El 11 de abril de 1859, el jefe conservador Leonardo Márquez derrotó al general liberal Santos Degollado en Tacubaya y se hizo con doscientos prisioneros militares. Miramón le ordenó fusilar a los oficiales del grupo. Miramón gobernó México en dos períodos, ambos como presidente interino: su primer mandato fue del 2 de febrero de 1859 al 13 de agosto de 1860, sucediendo a Manuel Robles Pezuela; el segundo mandato fue del 15 de agosto al 24 de diciembre de ese mismo año. Dos días antes, casi sin recursos, hizo un último intento por salvar a su causa, pero fue batido por Jesús González Ortega en la batalla de San Miguel Calpulalpan, dando fin a la guerra de Reforma (1858-1861). Miramón renunció a la presidencia y abandonó el país, rumbo a La Habana, Cuba.

## El Segundo Imperio

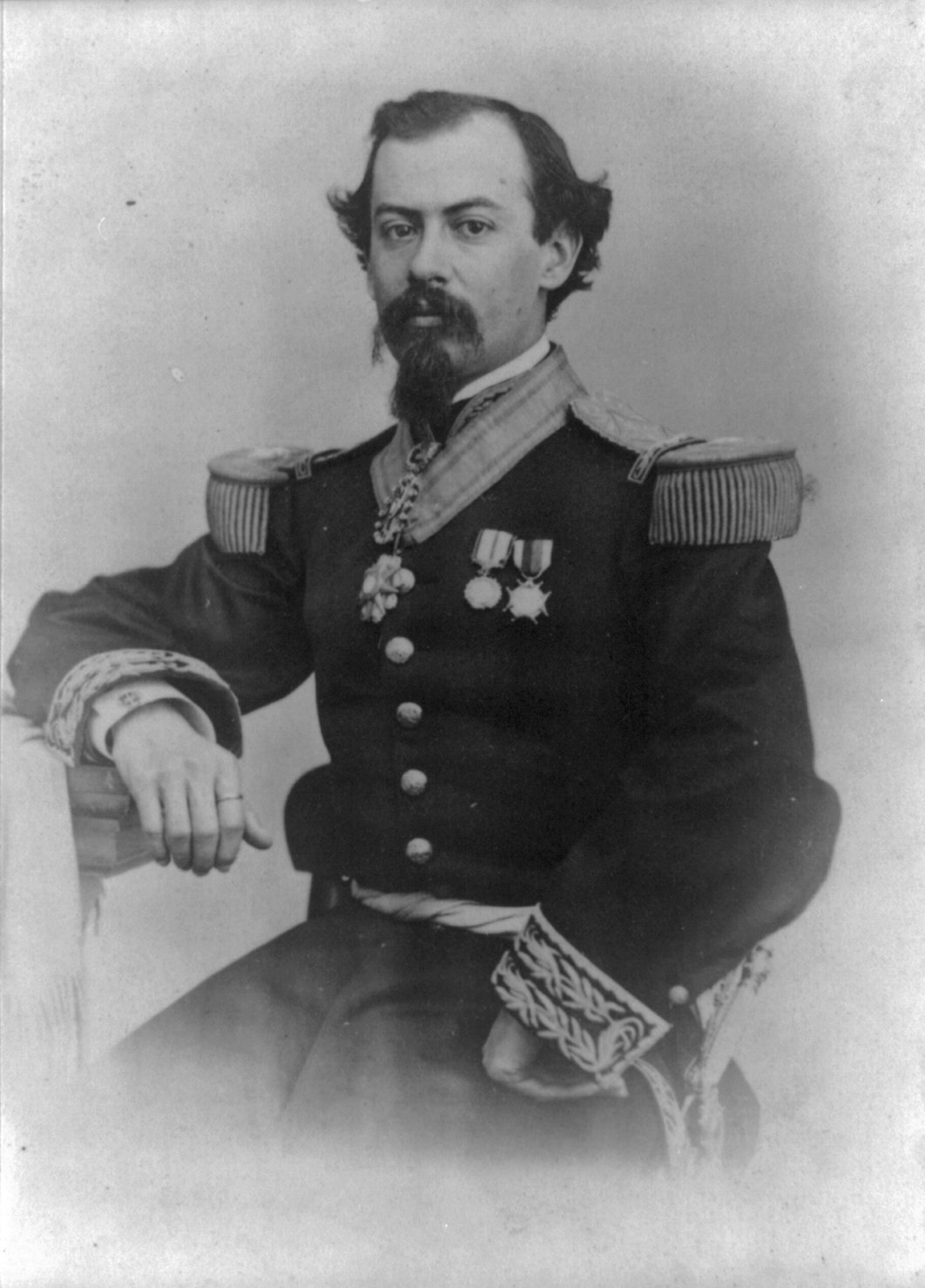
Miramón con traje militar.

El gobierno republicano de Benito Juárez se fortaleció con el apoyo estadounidense, pero los constantes problemas económicos, las deudas contraídas con otros países, la anarquía reinante y la ruptura definitiva entre la Iglesia y el Estado fueron preocupación de los conservadores, quienes, sin el conocimiento de Miramón, quien estaba ausente del país, buscaron ayuda en las Cortes españolas y francesas para imponer una monarquía en México. Napoleón III, emperador de Francia, obtuvo el apoyo de la mayoría de los conservadores mexicanos para lograr sus designios imperialistas en México. Después de convencer a Maximiliano de Habsburgo-Lorena, archiduque de Austria, para que se convirtiese en emperador de México, invadió el país en 1862 con sus tropas expedicionarias. Al ocupar la capital, dejó al Gobierno mexicano en precaria situación y huyendo de la persecución francesa. Los conservadores volvieron al poder, pero el emperador se mostró como un liberal moderado. Aunque opuesto a la Segunda Intervención Francesa en México, Miguel Miramón, a instancias del arzobispo Antonio de Labastida, regresó al país para ofrecer sus servicios al Imperio, presentándose en la capital el 28 de julio de 1863. Maximiliano, receloso de su prestigio, lo envió a Europa a estudiar táctica militar en Alemania. 
Volvió en 1866,  solo para ver cómo el Imperio iba retrocediendo ante las fuerzas republicanas, que contaban con la decisiva ayuda económica y material del Gobierno de los Estados Unidos. Este país se recuperaba de la recién terminada guerra civil estadounidense y volvía su mirada hacia México. El retiro del apoyo de Napoleón III al Imperio, al ordenar a sus tropas regresar a Francia —ante la posible intervención estadounidense directa—, contribuyó a que los republicanos recuperasen rápidamente el territorio. Maximiliano, abandonado por Napoleón III, finalmente se apoyó en los militares conservadores que había relegado, principalmente en Miramón, para levantar un ejército mexicano que sostuviera su imperio, pero era demasiado tarde. El emperador vaciló ante el consejo del general François Achille Bazaine, quien, como muchos otros, le pedían que abdicara el trono y regresara a Austria. Maximiliano pensó aceptar dicha recomendación y tuvo serias dudas en hacerlo, pero pesó más su convicción de que un Habsburgo tenía un sentido del honor que le impedía abandonar sus deberes; eligió quedarse en México y seguir luchando en contra de los liberales. La incansable actividad de Miramón rindió frutos, pues en poco tiempo organizó un respetable ejército de alrededor de nueve mil hombres, del que se puso al mando el propio emperador.
En febrero de 1867, a pesar de las fundadas objeciones de Miramón, el general Leonardo Márquez —con quien Miramón tuvo graves dificultades— persuadió a Maximiliano para que estableciese como base de operaciones la ciudad de Querétaro. Esta decisión fue poco juiciosa, pues esa plaza presentaba mayores dificultades de defensa que la sede de los poderes imperiales en la Ciudad de México, además de ser susceptible de ser sitiada por completo, sin posibilidad de auxilio exterior, como en efecto ocurrió a partir de marzo. Márquez, acompañado por Santiago Vidaurri y Julián Quiroga, regresó a México con la encomienda de reclutar y enviar refuerzos; en Querétaro, los generales Miramón y Mejía se encargarían de la defensa de la plaza y del mando de las tropas imperiales. Las fuerzas de Miramón y Mejía, completamente sitiadas por un ejército juarista muy superior en número y armamento, iban debilitándose a pesar de éxitos parciales, como la sorprendente acción del Cerro del Cimatario que dirigió Miramón el 27 de abril de 1867, que logró abrir momentáneamente el cerco, hecho que inexplicablemente no fue aprovechado, como este lo aconsejaba. El general Miramón planeó romper el sitio, pero antes de llevarlo a cabo, el fin se precipitó con la traición del coronel Miguel López, quien, en la madrugada del 15 de mayo, entregó la vital posición de La Cruz a los sitiadores, quedando la ciudad a merced de los liberales. Sin embargo, el 8 de julio de 1867, el general Escobedo emitió un informe al presidente Benito Juárez, en el que notificaba haber guardado secreto en consideración a la dignidad de Maximiliano de Habsburgo, que en realidad el coronel López fue comisionado por el propio emperador para negociar la entrega de la plaza, a cambio de su abdicación y salida del país.
Maximiliano fue apresado junto con el general Mejía y pronto fue detenido también Miramón, quien al enterarse de la traición, se dirigió al centro de la plaza y encontró una fuerza enemiga. Se registró un tiroteo, en el que cual Miramón resultó herido en la cara y en un dedo de la mano izquierda; logró refugiarse en casa de un doctor de apellido Licea, quien lo torturó durante dos horas pretendiendo extraer una bala que había salido y ya indefenso, fue delatado y capturado. Los tres personajes fueron sometidos a juicio y condenados a muerte según el decreto del 25 de enero de 1862, proclamado por el Gobierno republicano. Tanto los dos generales como el emperador aceptaron su suerte con valentía.

## Fusilamiento
Los reos fueron conducidos al cerro de las campanas llegando ahí a las siete, Maximiliano le cedió el lugar de honor, y a las siete y cinco de la mañana del 19 de junio de 1867, en el Cerro de las Campanas en Querétaro, Maximiliano, Miramón y Mejía fueron fusilados por un pelotón de soldados republicanos del ejército del general Mariano Escobedo. El cuerpo del general Miramón fue llevado a embalsamar a una de las habitaciones de lo que hoy es la casa de la zacatecana, posteriormente sus restos fueron originalmente depositados en el Panteón de San Fernando, donde aún puede verse su cenotafio, pero tras el entierro de Benito Juárez en el mismo panteón fue que por solicitud de su esposa Concepción Lombardo, sus restos fueron trasladados a una de las capillas de la Catedral de Puebla.

## Legado
A continuación, las últimas palabras que dirigió Miramón a las tropas liberales antes de ser pasado por las armas: 

Mexicanos: en el Consejo, mis defensores quisieron salvar mi vida; aquí pronto a perderla, y cuando voy a comparecer delante de Dios, protesto contra la mancha de traidor que se ha querido arrojarme para cubrir mi sacrificio. Muero inocente de ese crimen, y perdono a sus autores, esperando que Dios me perdone, y que mis compatriotas aparten tan fea mancha de mis hijos, haciéndome justicia. ¡Viva México!

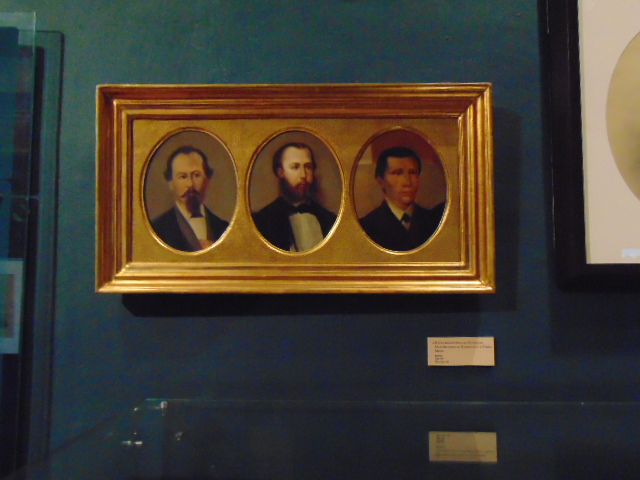
Retrato de Manuel Miramón, junto a los de Maximiliano de Habsburgo y Tomas Mejía en el museo regional de Querétaro.

Miguel Miramón es recordado como una figura protagónica en los periodos claves de la historia de México como lo son la Guerra de Reforma y la Intervención Francesa. Muchos historiadores y autores mexicanos han realizado una nueva valoración de la figura de Miramón como patriota y genio militar, y su trágica historia de amor con Conchita Lombardo ha recibido especial atención en fechas recientes, siendo publicadas sus cartas personales en publicaciones mexicanas. El periodista Armando Fuentes Aguirre le recuerda en su libro "Juárez y Maximiliano: La roca y el ensueño" de la siguiente manera: "Miguel Miramón ha sido uno de los mejores hombres que ha tenido México."

## Descanso final
En primera instancia, los restos del ilustre general conservador se depositaron en el Panteón de San Fernando, en la Ciudad de México; sin embargo, a la muerte de Benito Juárez y cuando la esposa de Miramón, Concepción Lombardo, supo que Juárez sería enterrado en el mismo camposanto, ordenó que se exhumaran los restos de su esposo, a fin de trasladarlos a la catedral de Puebla, donde reposan aún.